# PLC (azienda)
PLC S.p.A. è un'azienda italiana con sede legale a Milano ed operativa ad Acerra, attiva nel settore energia, e quotata alla Borsa Italiana.

## Storia
L'azienda è nata come PLC System nel 1996 a Casandrino, come azienda di installazioni elettriche, per trasferire poi la propria sede ad Acerra. Coi primi anni 2000 l'azienda si è affermata nel settore dell'installazione di infrastrutture elettriche a servizio soprattutto di centrali di energia rinnovabile, per poi andare a realizzare in proprio le centrali dapprima fotovoltaiche (dal 2005) e successivamente eoliche.
Nel 2006 è stata creata PLC Service, che si occupa della manutenzione di reti elettriche, trasformatori, impianti fotovoltaici ed impianti eolici, attività quest'ultima che è stata poi ceduta alla controllata PLC Service Wind.
Nel 2017 l'azienda ha partecipato come capofila al salvataggio di Industria e Innovazione Spa, società quotata alla Borsa Italiana (dal 2006 al 2008 come RDM Realty, dal 2008 al 2010 come Realty Vailog e dal 2010, a seguito della fusione tra Realty Vailog e Industria e Innovazione, assumendo il nome di quest'ultima) che si occupava di investimenti nel settore energetico. L'accordo di ristrutturazione del debito sottoscritto anche con le banche creditrici ha portato ad un aumento di capitale mediante il conferimento delle quote di PLC Systems e PLC Service a Industria e Innovazione, con il controllo della stessa passato a PLC Group. Si trattava di un'operazione di reverse listing, che si è conclusa nel luglio del 2018 col cambio di denominazione da Industria e Innovazione Spa a PLC Spa.
Pochi mesi più tardi, nel novembre 2018, PLC acquisì il 51% di Monsson Operation, azienda specializzata in manutenzione di parchi eolici presente, direttamente o tramite controllate, in molti paesi europei ed extraeuropei. Nell'estate del 2019 venne acquisito anche il restante 49%.
Sempre nell'agosto del 2019 PLC ha presentato un'offerta vincolante per acquisire il 51% dell'italiana Schmack Biogas, azienda che progetta e realizza impianti biogas e biometano, nata nel 2006 come filiale italiana dell'omonima azienda tedesca, ma resasi indipendente nel 2018. L'acquisizione è stata formalizzata il 16 gennaio 2020.
Nel 2023 Monsson Operation e le società ad essa collegate vennero cedute. Pochi mesi dopo, nel marzo 2024, anche la partecipazione in Schmack Biogas è stata venduta, alla società svizzero-giapponese Hitachi Zosen Inova.